# Marcel Švejdík
Marcel Švejdík (* 30. srpna 1973, Praha) je český fotbalový záložník.

## Fotbalová kariéra
Hrál za FC Viktoria Plzeň, FC Petra Drnovice, FC Union Cheb, FC Svit Zlín, Bohemians Praha, na Slovensku za MŠK Žilina, v Německu za BSV Eintracht Sondershausen a FSV Wacker 90 Nordhausen a doma za SK Sparta Krč. V české lize nastoupil ve 137 utkáních a dal 8 gólů.
Na podzim 2000 jej vyřadila Viktoria Plzeň z kádru a Švejdík odcestoval začátkem roku na testy do izraelského klubu Rishon-Le Zion, ale angažmá nedostal. V únoru 2001 podepsal půlroční smlouvu s MŠK Žilina.

## Ligová bilance
| Ročník                              | Zápasy | Góly | Klub              |
| ----------------------------------- | ------ | ---- | ----------------- |
| 1. česká fotbalová liga 1993/94     | 29     | 3    | FC Viktoria Plzeň |
| 1. česká fotbalová liga 1994/95     | 6      | 0    | FC Petra Drnovice |
| 1. česká fotbalová liga 1995/96     | 15     | 2    | FC Union Cheb     |
| 1. česká fotbalová liga 1995/96     | 13     | 0    | FC Svit Zlín      |
| 1. česká fotbalová liga 1996/97     | 10     | 0    | Bohemians Praha   |
| 1. česká fotbalová liga 1996/97     | 12     | 1    | FC Viktoria Plzeň |
| Gambrinus liga 1997/98              | 10     | 1    | FC Viktoria Plzeň |
| Gambrinus liga 1998/99              | 23     | 0    | FC Viktoria Plzeň |
| Gambrinus liga 2000/01              | 11     | 1    | FC Viktoria Plzeň |
| 1. slovenská fotbalová liga 2000/01 | 8      | 0    | MŠK Žilina        |
| CELKEM 1. liga                      | 137    | 8    |                   |